# Trichospermum
Trichospermum är ett släkte av malvaväxter. Trichospermum ingår i familjen malvaväxter.

## Dottertaxa tillTrichospermum, i alfabetisk ordning[1]
- Trichospermum arachnoideum
- Trichospermum burretii
- Trichospermum buruensis
- Trichospermum calyculatum
- Trichospermum discolor
- Trichospermum eriopodum
- Trichospermum fauroensis
- Trichospermum fletcheri
- Trichospermum fosbergii
- Trichospermum galeottii
- Trichospermum gracile
- Trichospermum graciliflorum
- Trichospermum grewioides
- Trichospermum heliotrichum
- Trichospermum ikutai
- Trichospermum incaniopsis
- Trichospermum incanum
- Trichospermum inmac
- Trichospermum insigne
- Trichospermum involucratum
- Trichospermum javanicum
- Trichospermum kajewskii
- Trichospermum kjellbergii
- Trichospermum lanigerum
- Trichospermum ledermannii
- Trichospermum lessertianum
- Trichospermum mexicanum
- Trichospermum morotaiense
- Trichospermum ovatum
- Trichospermum peekelii
- Trichospermum pleiostigma
- Trichospermum pseudojavanicum
- Trichospermum psilocladum
- Trichospermum puttkameri
- Trichospermum quadrivalve
- Trichospermum rhamnifolium
- Trichospermum richii
- Trichospermum sacciferum
- Trichospermum samoense
- Trichospermum smithii
- Trichospermum stevensii
- Trichospermum subdehiscens
- Trichospermum tabascanum
- Trichospermum talaudensis
- Trichospermum tetrapyxis
- Trichospermum tripyxis